# مسجد الرحمة (السعودية)
مسجد الرحمة، في مدينة جدة، المملكة العربية السعودية. تاريخ الإنجاز في عام 1406هـ - 1985م تنفيذ مجموعة دلة البركة.

## الموقع
يقع في الجزء الغربي من المملكة العربية السعودية في مدينة جدة على ساحل البحر الأحمر.

## التصميم
أول مسجد في العالم يبنى على سطح البحر، يستقبل الحجاج والمعتمرين لزيارته ويعتبر من أهم المعالم في جدة، حيث وصل عدد زوار المسجد في عام 2009 إلى 20.000 زائر من الحجاج والمعتمرين من جميع الجنسيات المختلفة.
المسجد هو مزيج رائع للعمارة الحديثة والقديمة والفن الإسلامي ولقد بني بأحدث التقنيات والمعدات وبأنظمة صوت وإضاءة متطورة. يتكون من 52 قبة خارجية تحيط بالمسجد بالإضافة إلى القبة الرئيسية -الكبيرة- ذات القواعد الثمان التي تقع في المنتصف. وعدد 23 مظلة خارجية. مطرز من الخارج والداخل بآيات قرانية مخطوطة بعدة خطوط مختلفة كالنسخ والرقعة والديواني.
تحتوي اطراف القبة الرئيسية على زجاج معشق يسمح بمرور الضوء -اشعة الشمس- داخل المسجد عبر 56 نافذة حول القبة المصممة على الطراز الإسلامي، بالإضافة إلى أرابيسك ونقوش الجدران والنوافذ الإسلامية، ومصلى نسائي خشبي -معلق- مرتفع في المنتصف الأخير من المسجد، يتسع لحوالي 500 مصلية. بالإضافة إلى المرافق الخدمية للمسجد حيث خصصت أماكن للوضوء ودورات المياه وقاعات مريحة للعبادة مجهزة بالكامل.

## الزوار
المسجد من أكثر مساجد جدة زيارة وبالذات من مسلمي شرق آسيا المعتمرين والحجاج بحيث يستقطب عددا كبيراً من الزوار والسياح لأداء الصلاة والاستمتاع بمنظره الخارجي والداخلي إذ ينفرد هذا الأخير بتصاميم وديكورات داخلية مميزة.
يسميه البعض مسجد فاطمة الزهراء. اعتقاداً منهم بأن المسجد يعود للسيدة فاطمة عليها السلام . حيث كان اسمه مسجد فاطمة نسبة إلى والدة رجل الأعمال صالح كامل وليست فاطمة الزهراء عليه السلام كما شاع بين الناس.
تمنح إطلالته المباشرة على البحر الأحمر جواً لطيفا يبعث على الاسترخاء والهدوء وأطلق على المسجد اسم المسجد العائم كون مياه البحر الأحمر تغمره وتحيط به من كل جهة عند المد وارتفاع منسوب المياه فيعطي الانطباع بأن المسجد عائم.

## ألبوم الصور

مرزاب الماء
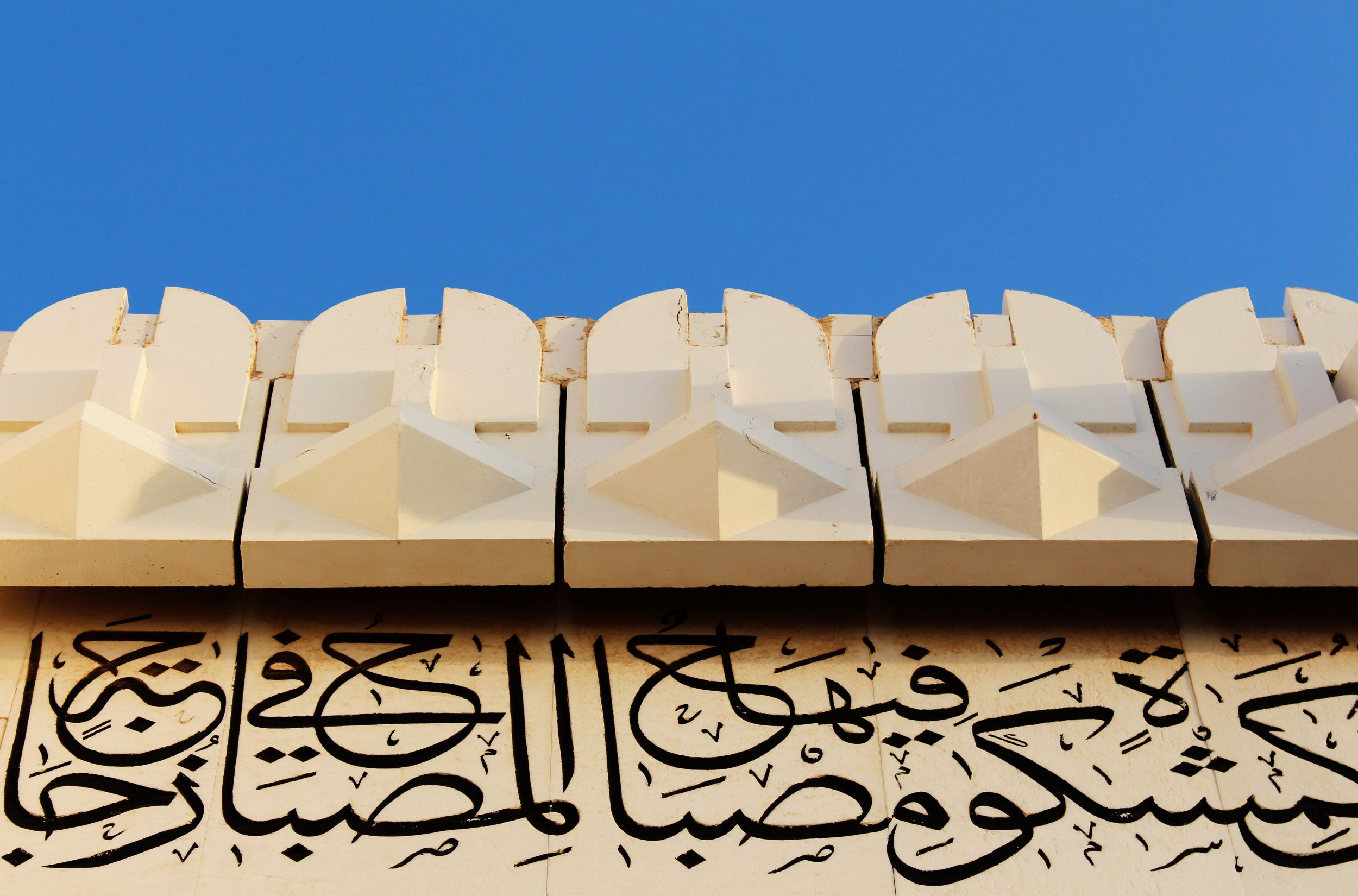
آيات قرانية جدارية
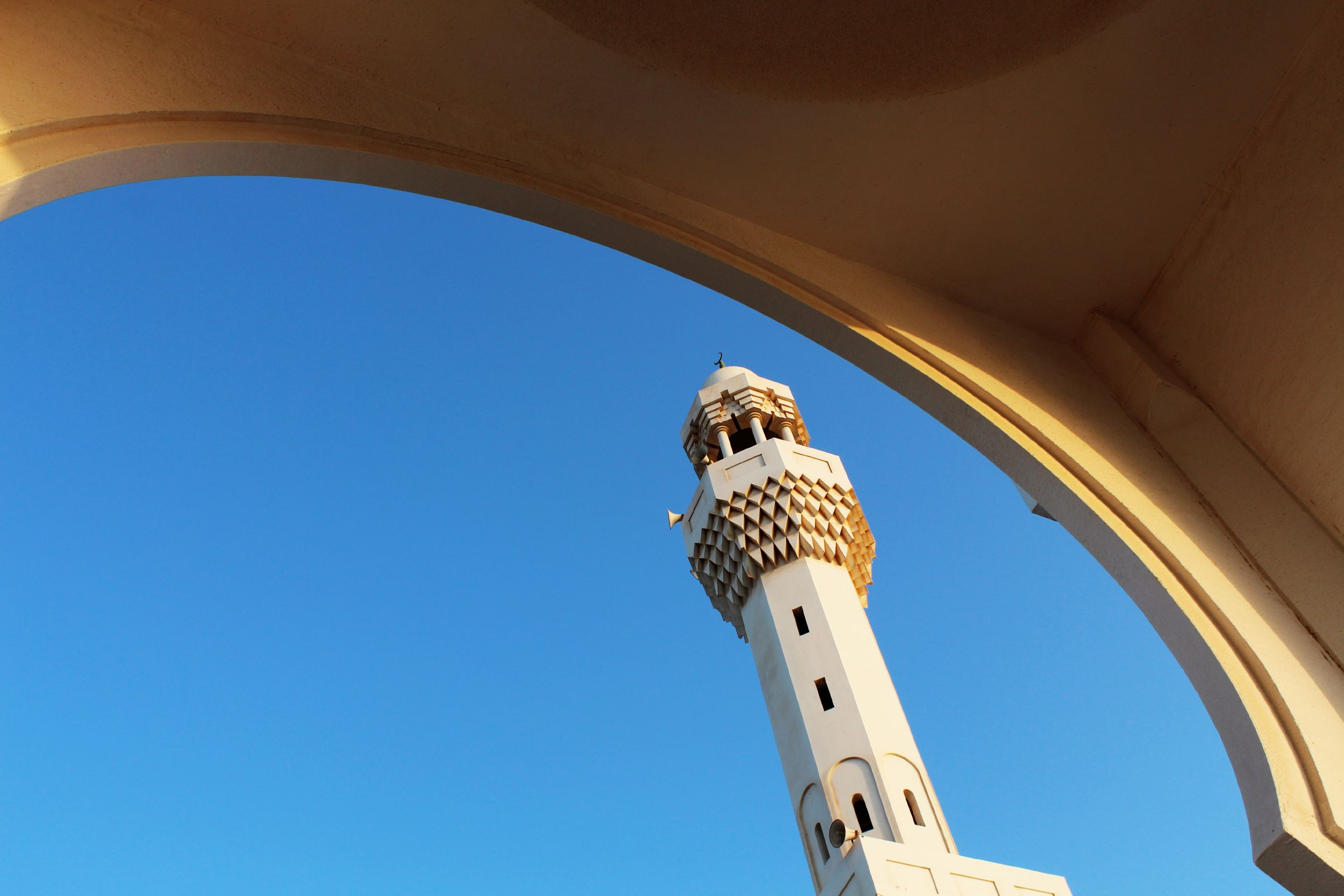
المئذنة والاقواس
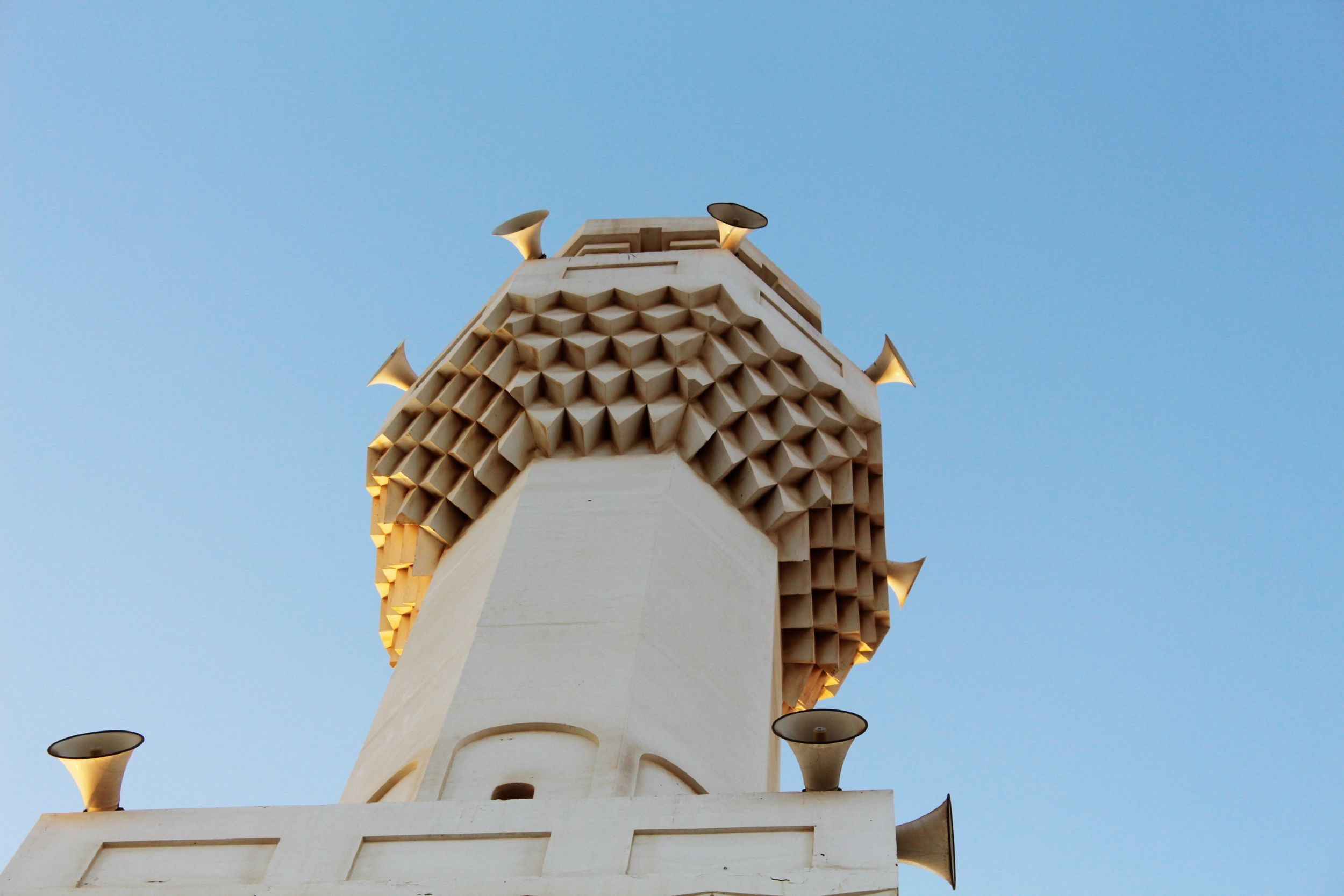
المئذنة
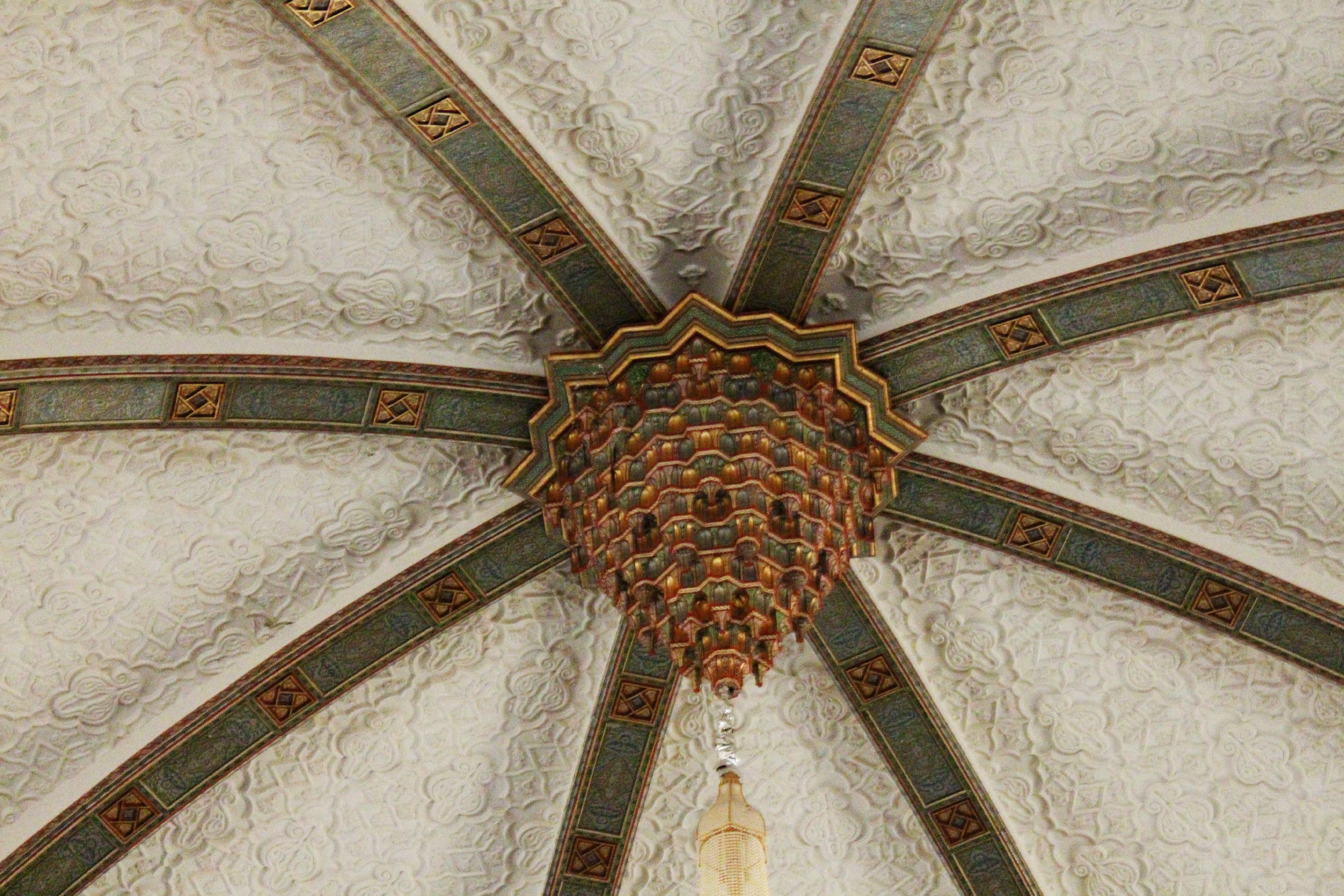
قبة المسجد من الداخل
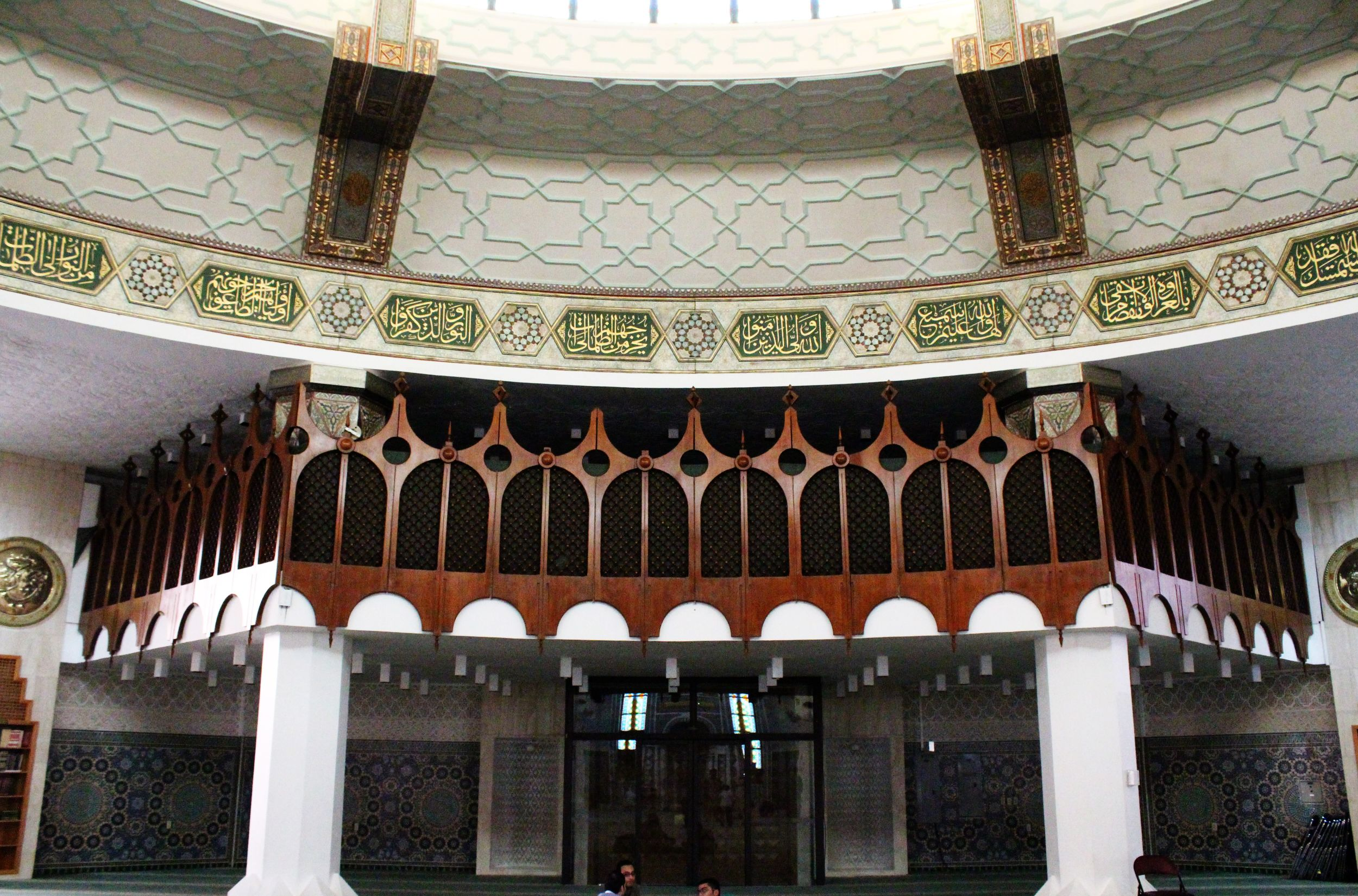
مصلى النساء
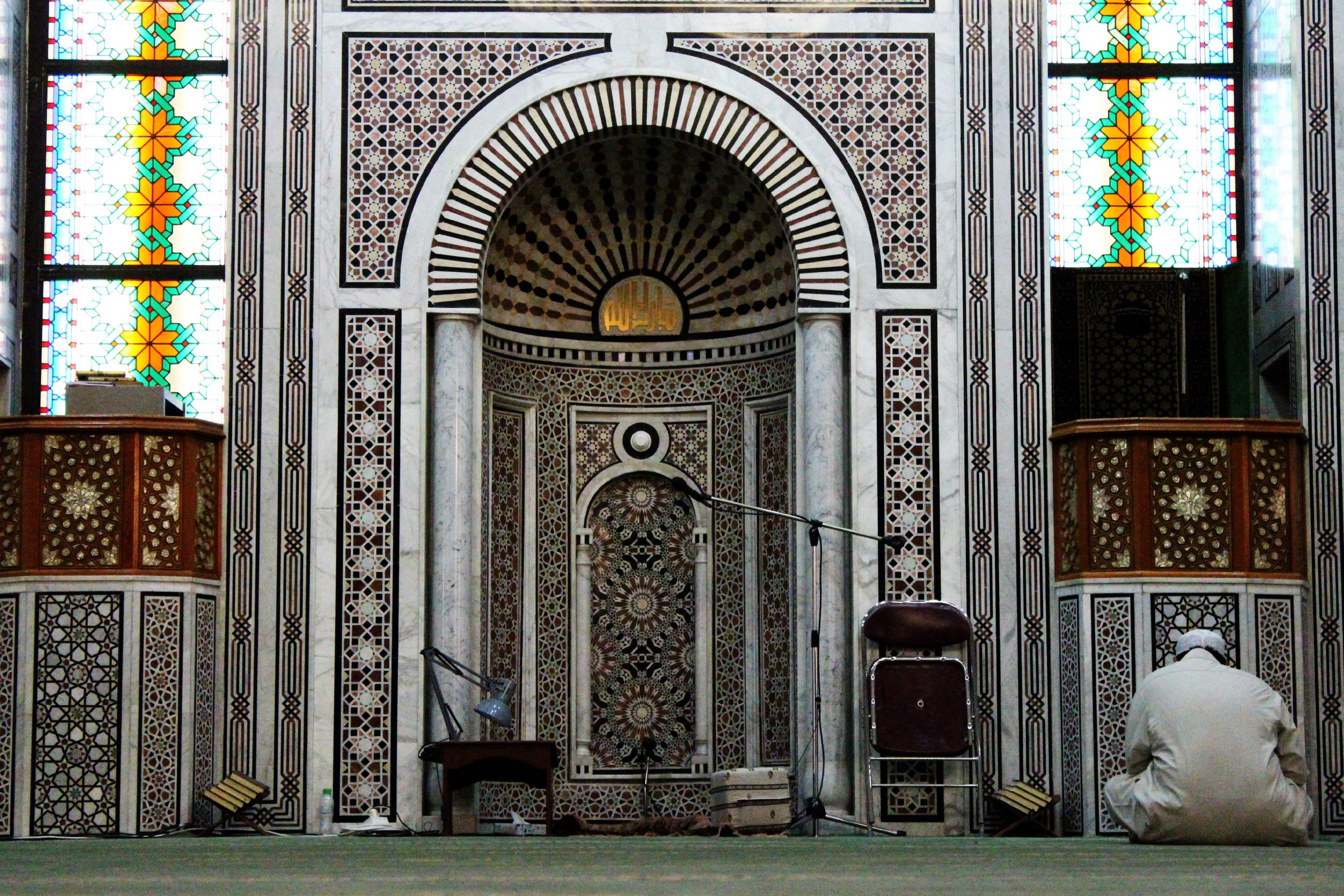
المحراب
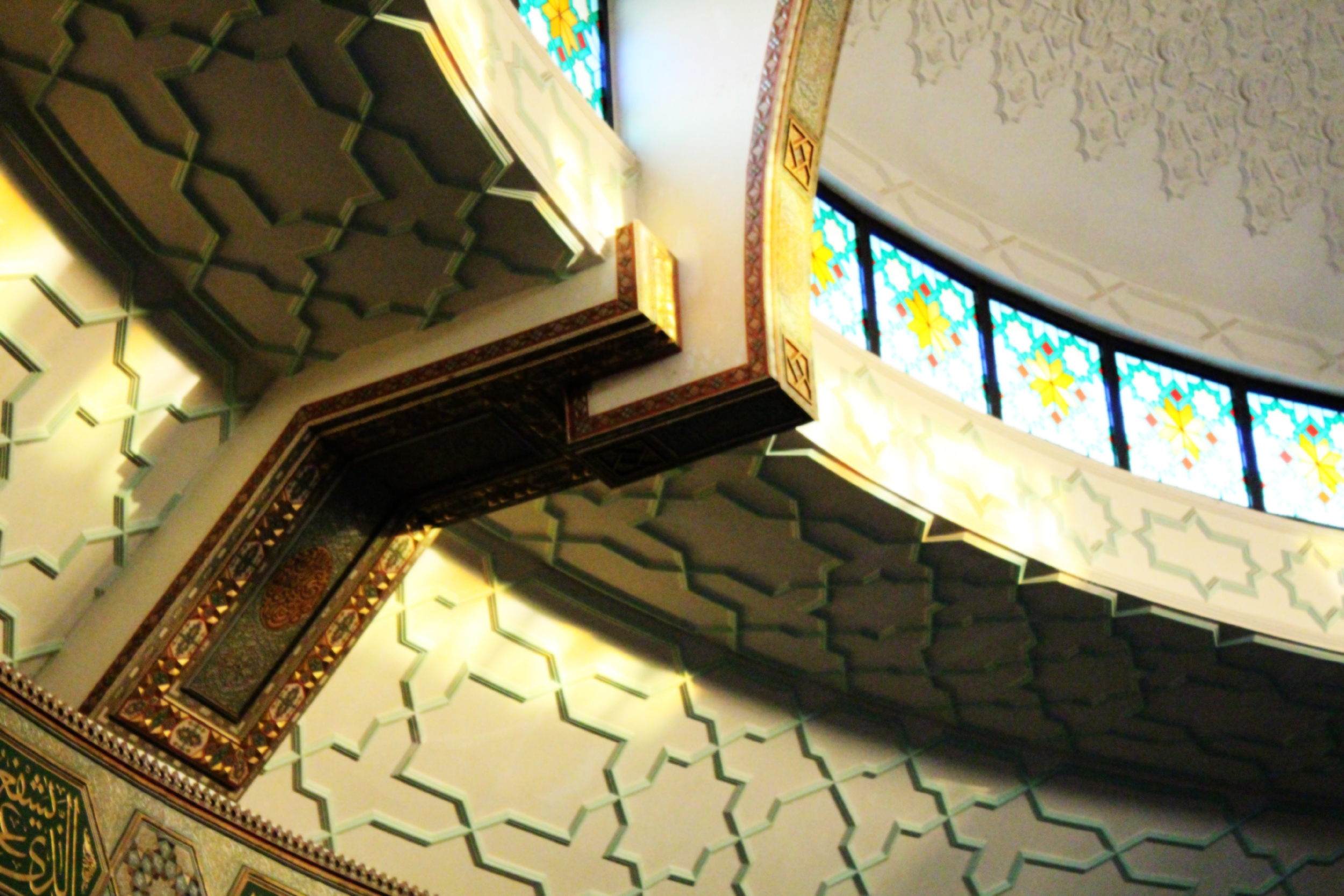
يظهر الزجاج المعشق
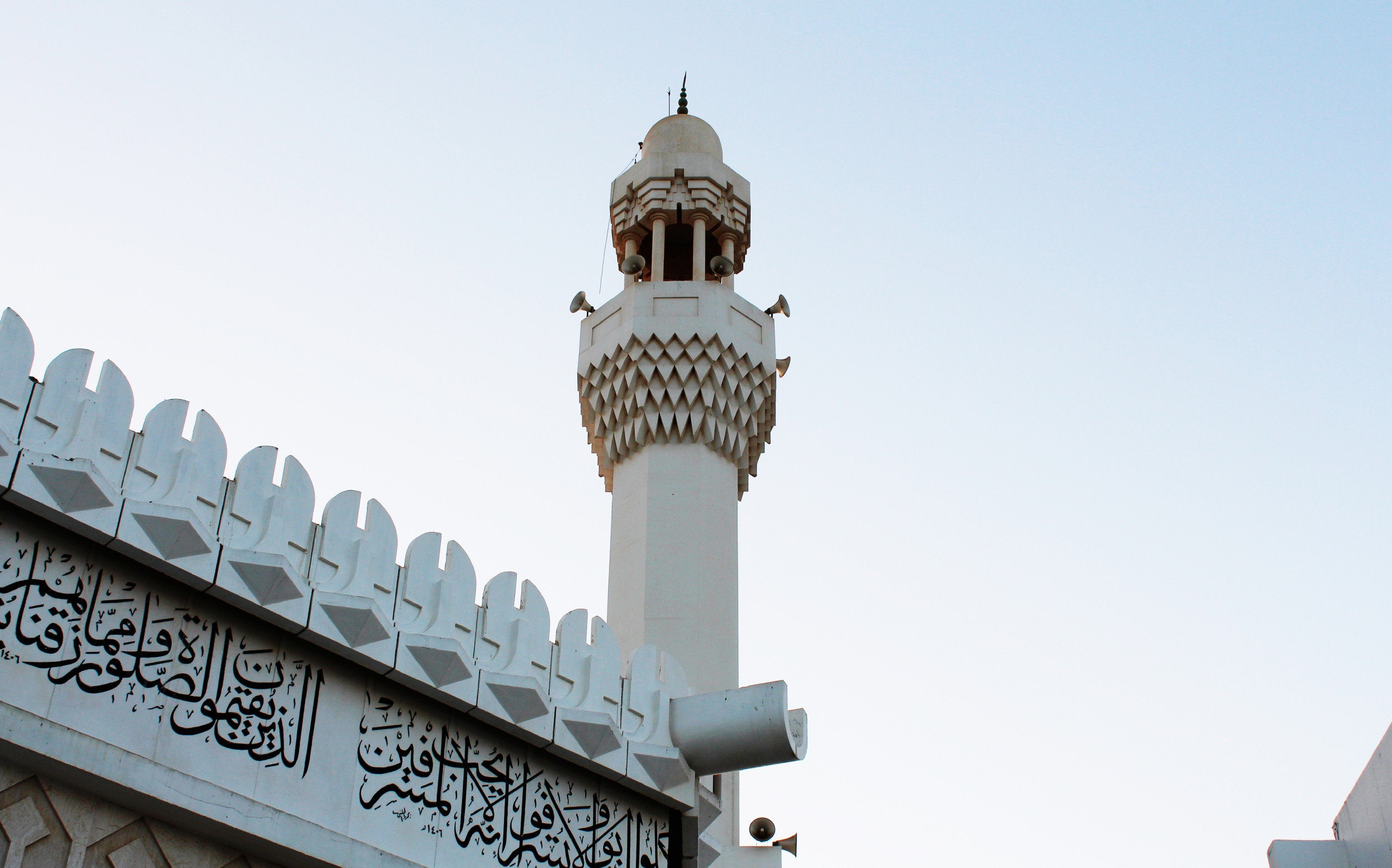
مئذنة المسجد
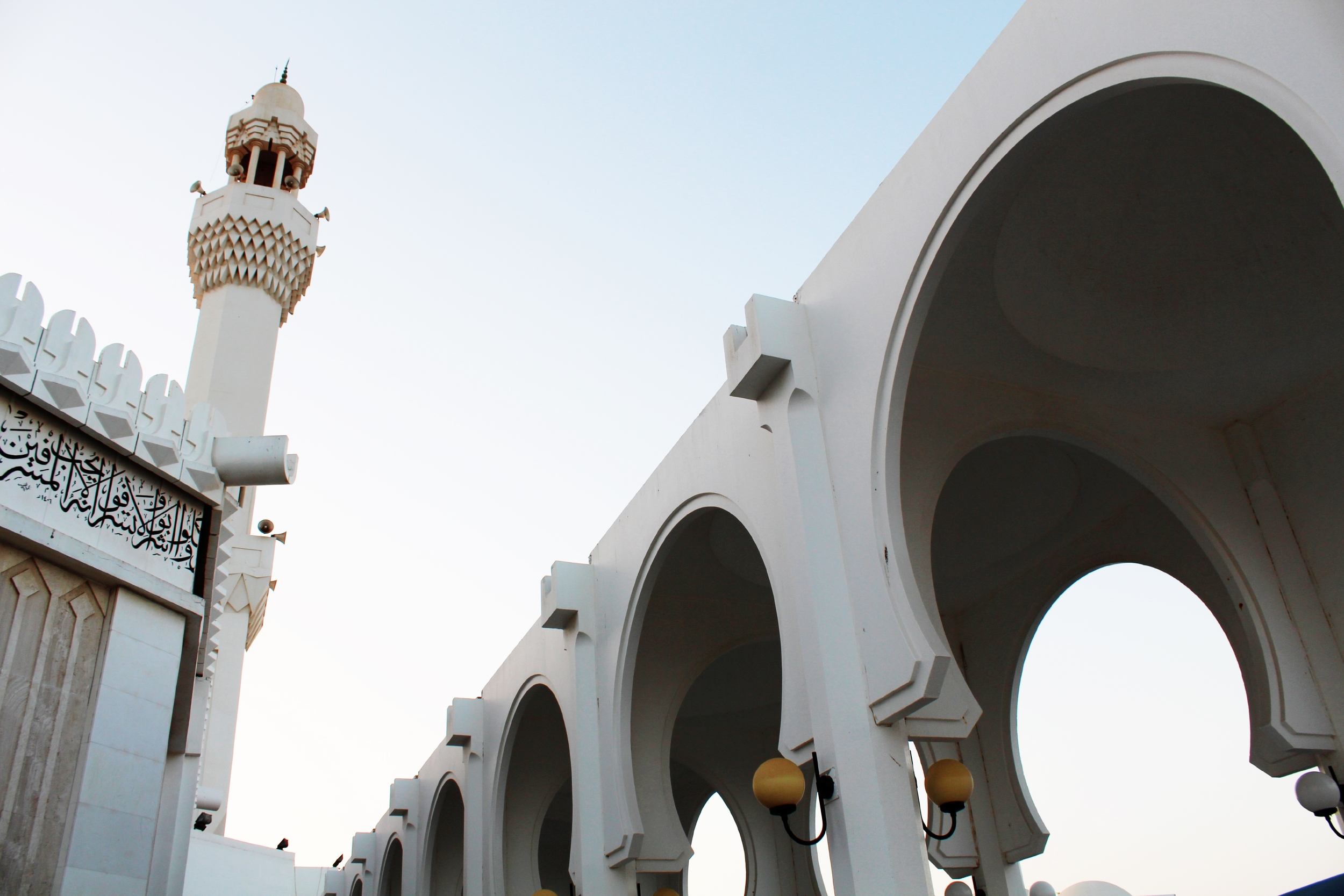
المسجد من الخارج
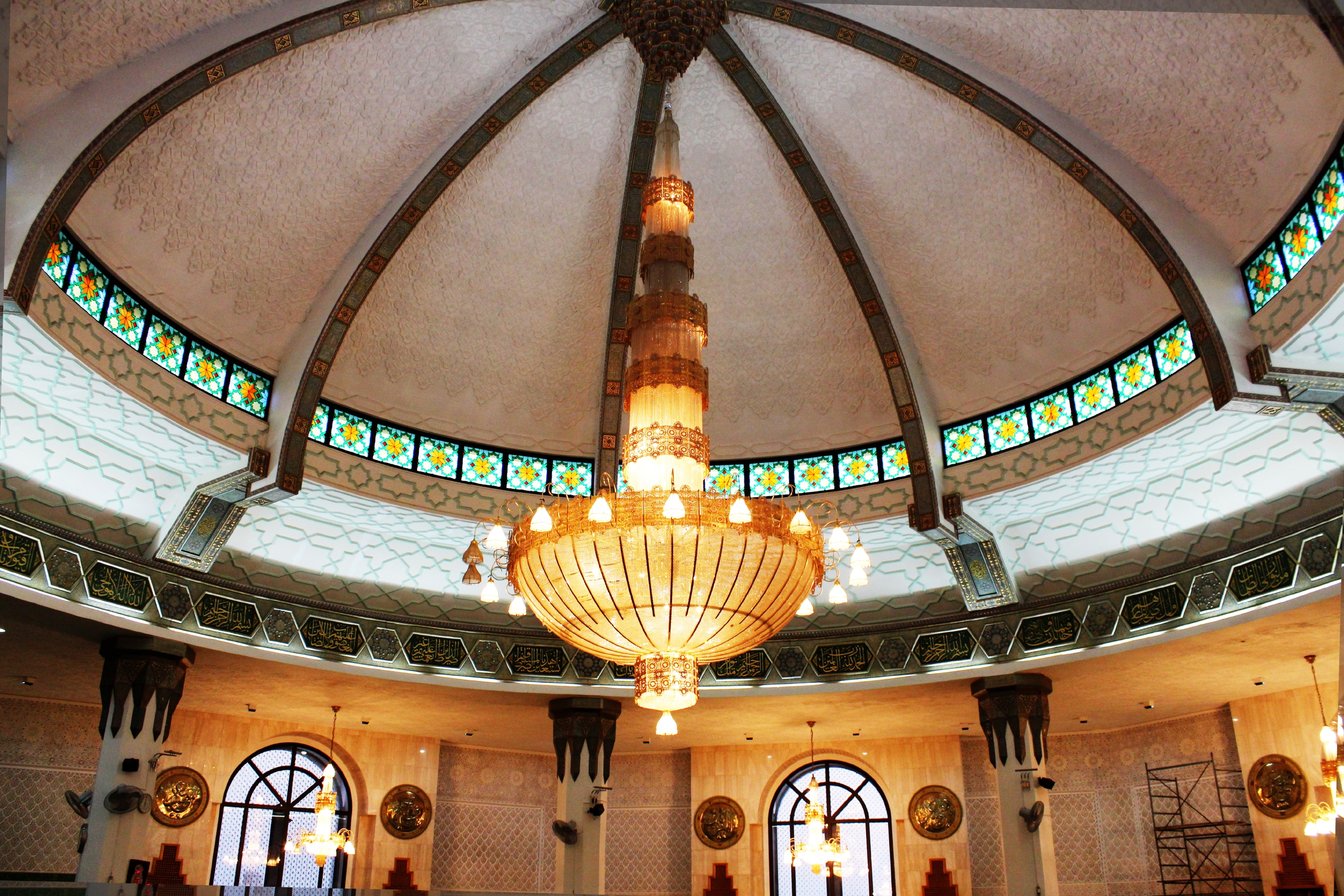
قبة المسجد من الداخل
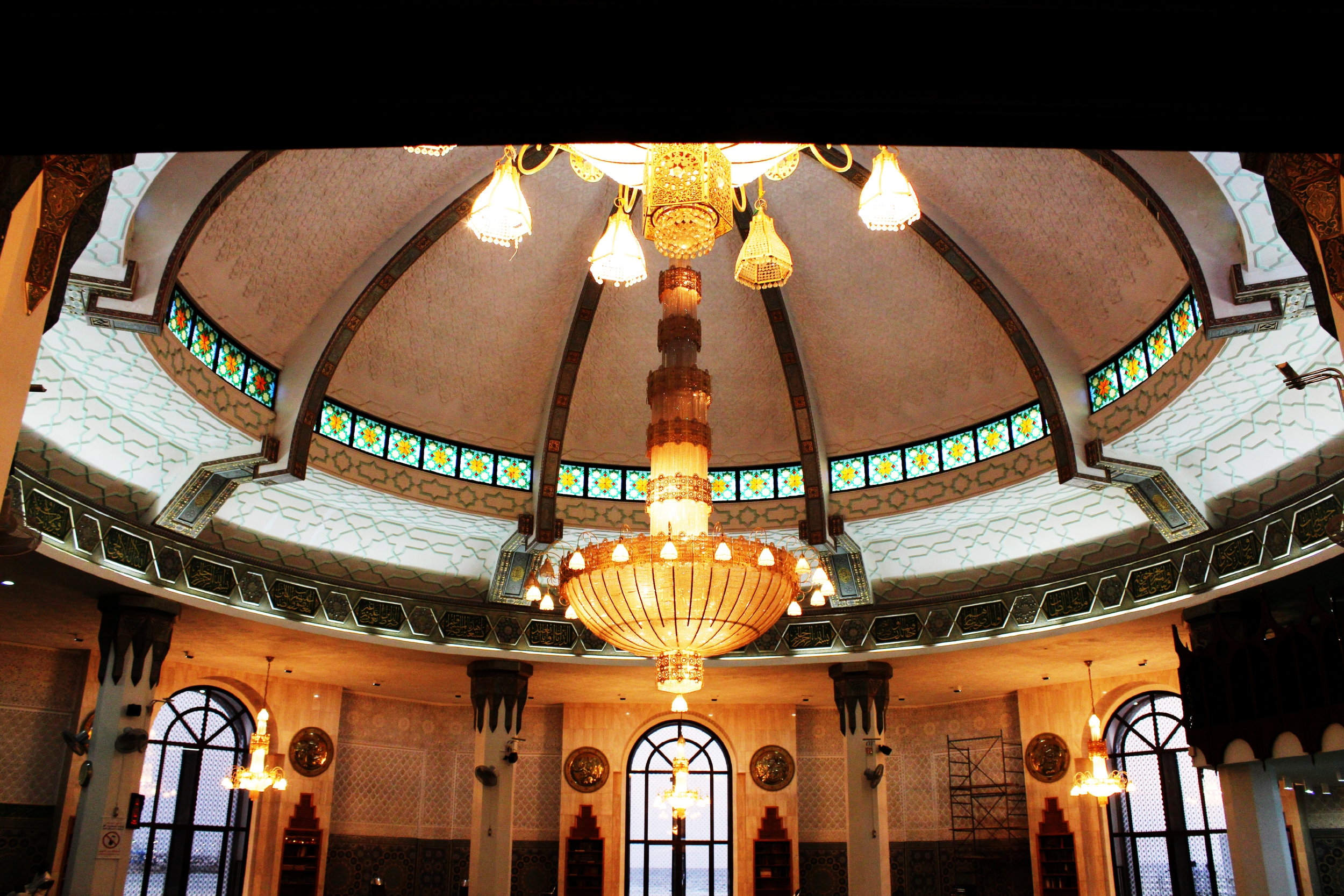
قبة المسجد من الداخل
مئذنة المسجد
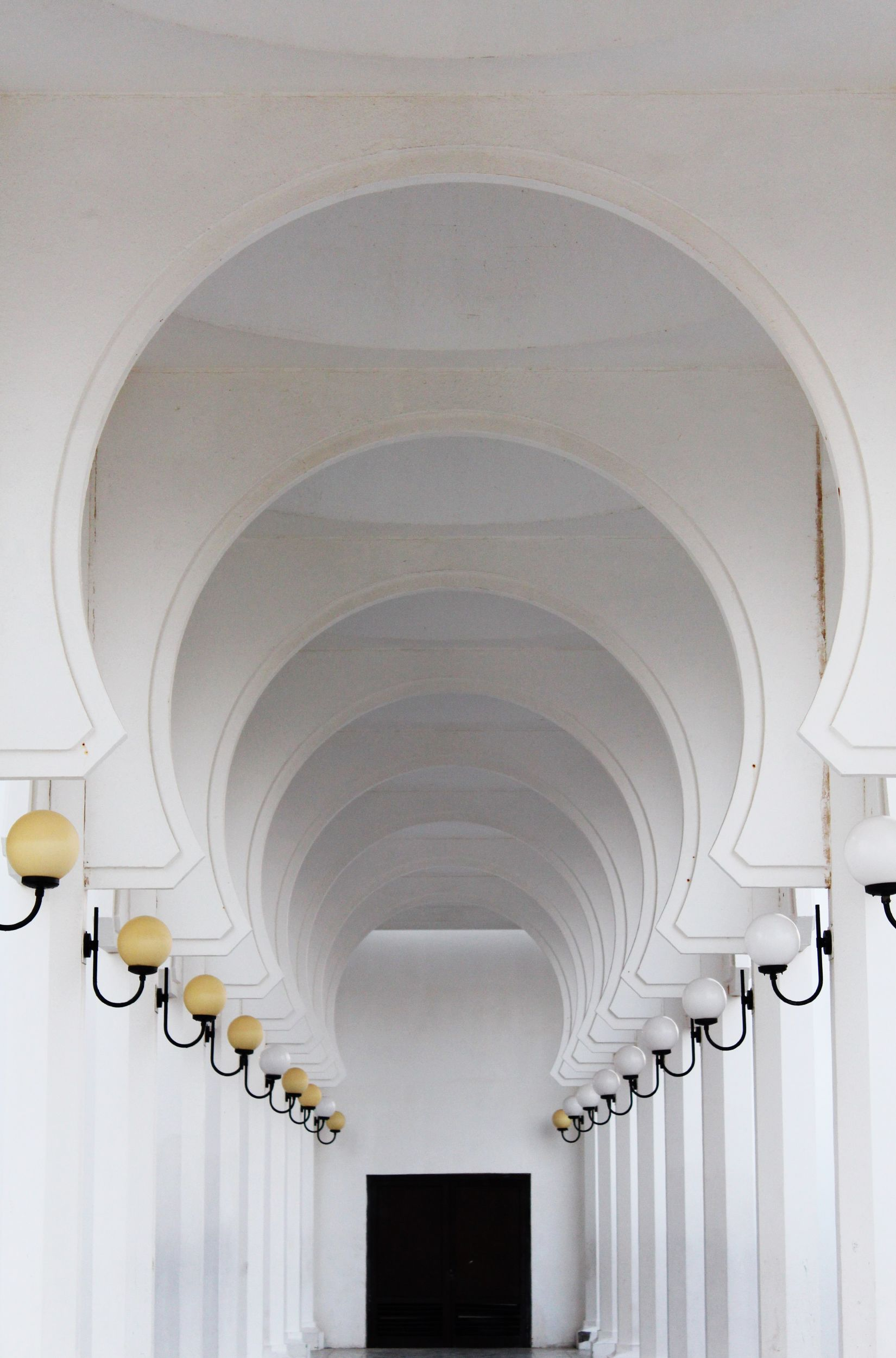
القبب الخارجية